# Walter Brandmüller
Pour les articles homonymes, voir Brandmüller.
Walter Brandmüller, né le 5 janvier 1929 à Ansbach, en Bavière, est un évêque et historien allemand, cardinal de l'Église catholique.

## Biographie
Brandmüller étudie à l'université Louis-et-Maximilien de Munich, où il soutient une thèse de doctorat sur Das Wiedererstehen katholischer Gemeinden in den Fürstentümern Ansbach und Bayreuth. Son habilitation à diriger des recherches traite du Concile de Pavie-Sienne (1423-1424). Il est professeur au Collegium St Hieronymus de Dillingen an der Donau et à partir de 1971 il est professeur de l'histoire du christianisme à l'université d'Augsbourg. Brandmüller est président du Comité pontifical des sciences historiques de 1998 à 2009.
Benoît XVI ayant annoncé sa création cardinalice pour le 20 novembre 2010, il est consacré évêque la semaine précédente par le cardinal Raffaele Farina et est nommé archevêque titulaire de Césarée-en-Maurétanie (de)
Il est créé cardinal par Benoît XVI lors du consistoire du 20 novembre 2010. Il reçoit le titre de cardinal-diacre de S. Giuliano dei Fiamminghi. Âgé de plus de 80 ans lors de sa création, il ne peut pas prendre part aux votes des conclaves de 2013 (élection de François) et de 2025 (élection de Léon XIV).
Le 3 mai 2021, il est nommé cardinal-prêtre par le pape François.

## Prise de position
Après les deux synodes sur la famille, il adresse une lettre au pape François afin d'exprimer ses dubia au sujet de l'exhortation apostolique Amoris lætitia. Les trois autres signataires de la lettre sont les cardinaux Joachim Meisner, archevêque émérite de Cologne, Carlo Caffarra, archevêque émérite de Bologne, et Raymond Burke, cardinal-légat de l'ordre de Malte. Par celle-ci, les quatre cardinaux supplient le pape de faire la clarté sur des sujets controversés, particulièrement sur la communion pour les divorcés remariés.
En juillet 2023, le cardinal Brandmüller fait partie des cinq cardinaux conservateurs provenant de 5 continents différents (avec Burke, Íñiguez, Sarah et Zen) qui envoient 5 dubia (questions exprimant des « doutes ») au pape François. Les sujets en question sont l'intangibilité de la Révélation, les bénédictions d'unions homosexuelles, l'autorité du synode sur la synodalité à venir, l'ordination sacerdotale des femmes, et l'importance du repentir pour la confession. La première réponse du pape du 11 juillet ne leur semblant pas assez claire, ils adressent un nouveau courrier au pape le 21 août. Sans nouvelle réponse du pape, ils publient leur second courrier le 2 octobre et le même jour le Vatican rend publique la réponse du pape du 11 juillet,.

## Œuvres
- Galilei und die Kirche. Ein „Fall“ und seine Lösung. MM-Verlag, Aix-la-Capelle 1994,  (ISBN 3-928272-35-7)
- Wer ist Jesus Christus? Mythen, Glaube und Geschichte. (met Karlheinz Dietz, Leo Scheffczyk, Peter Stuhlmacher, Luise Abramowski, Franz Courth), MM-Verlag, Aix-la-Chapelle 1995,  (ISBN 3-928272-44-6)
- Das eigentlich Katholische. MM-Verlag, Aix-la-Chapelle 1997,  (ISBN 3-928272-59-4)
- Christus in den Sakramenten der Kirche. MM-Verlag, Aix-la-Chapelle 1998,  (ISBN 3-928272-04-7)
- Das Konzil von Konstanz 1414-1418. Verlag Schöningh, Paderborn. - Deel 1: Bis zur Abreise Sigismunds nach Narbonne, 2e druk 1999,  (ISBN 3-506-74698-7). - Deel 2: Bis zum Konzilsende, 1997,  (ISBN 3-506-74691-X)
- Das Konzil von Pavia-Siena 1423-1424. Verlag Schöningh, Paderborn 2002,  (ISBN 3-506-74675-8)
- Briefe um das 1. Vaticanum. Verlag Schöningh, Paderborn 2005,  (ISBN 3-506-71359-0)
- Der Fall Galilei und andere Irrtümer. Macht, Glaube und Wissenschaft. (met Ingo Langner), Sankt-Ulrich-Verlag, Augsbourg 2006,  (ISBN 3-936484-81-3)
- Licht und Schatten. Sankt-Ulrich-Verlag, Augsbourg 2007,  (ISBN 3-936484-99-6)